# Antonio Salmoria
Antonio Salmoria detto Leggerino (Castelfiorentino, 17 febbraio 1842 – ...) è stato un fantino italiano.
Ha vinto il Palio di Siena sette volte, avendolo disputato in quaranta occasioni nel periodo compreso tra il 1873 e il 1895. Vinse due volte per Montone e Oca, una per Selva, Lupa e Tartuca.

## Presenze al Palio di Siena
Le vittorie sono evidenziate ed indicate in neretto.
| Palio          | Contrada     | Cavallo                      |
| -------------- | ------------ | ---------------------------- |
| 2 luglio 1873  | Leocorno     | Morello di G. B. Giardi      |
| 17 agosto 1873 | Istrice      | Grigio di A. Cicali          |
| 2 luglio 1874  | Valdimontone | Morello di S. Bianciardi     |
| 16 agosto 1874 | Selva        | Baio di S. Bianciardi        |
| 4 luglio 1875  | Civetta      | Baio di G. Bartali           |
| 16 agosto 1875 | Valdimontone | Baio di A. Franci            |
| 2 luglio 1876  | Valdimontone | Baio di G. Mancini           |
| 16 agosto 1876 | Valdimontone | Baio di E. Fineschi          |
| 17 agosto 1876 | Lupa         | ?                            |
| 2 luglio 1877  | Torre        | Morello di L. Monciatti      |
| 16 agosto 1877 | Torre        | Morello di A. Franci         |
| 2 luglio 1878  | Valdimontone | Grigio di A. Amaddii         |
| 16 agosto 1878 | Bruco        | Baio di A. Bartalozzi        |
| 2 luglio 1879  | Valdimontone | Baio di N. Nardi             |
| 4 luglio 1880  | Selva        | Baio di N. Ceccarelli        |
| 16 agosto 1880 | Valdimontone | Morello di R. Bellini        |
| 2 luglio 1881  | Oca          | Baio di N. Ceccarelli        |
| 3 luglio 1882  | Oca          | Morello di S. Sprugnoli      |
| 2 luglio 1883  | Valdimontone | Morello di S. Merlotti       |
| 16 agosto 1883 | Onda         | Morello di S. Merlotti       |
| 2 luglio 1884  | Oca          | Grigio di D. Tavanti         |
| 16 agosto 1884 | Selva        | Morello di A. Gracci         |
| 2 luglio 1885  | Valdimontone | Prete                        |
| 16 agosto 1885 | Oca          | Prete                        |
| 4 luglio 1886  | Tartuca      | Morello di R. Bellini        |
| 16 agosto 1886 | Oca          | Baio di L. Beligni (scosso)  |
| 16 luglio 1887 | Lupa         | Prete                        |
| 16 agosto 1887 | Leocorno     | Baio di C. Ciacci            |
| 2 luglio 1888  | Oca          | Sauro di S. Vanni            |
| 4 luglio 1889  | Oca          | Baio di C. Ciacci (scosso)   |
| 16 agosto 1889 | Drago        | Baio di S. Sprugnoli         |
| 2 luglio 1890  | Selva        | Baio di S. Merlotti          |
| 16 agosto 1890 | Istrice      | Sauro di C. Vallesi          |
| 2 luglio 1891  | Valdimontone | Morello di A. Berni          |
| 16 agosto 1891 | Drago        | Sauro di C. Vallesi          |
| 3 luglio 1892  | Chiocciola   | Farfallina                   |
| 2 luglio 1893  | Tartuca      | Morello di G. Beligni        |
| 2 luglio 1894  | Torre        | Morello di N. Nardi (scosso) |
| 19 agosto 1894 | Drago        | Morello di A. Salmoria       |
| 2 luglio 1895  | Nicchio      | Farfallina                   |
| 16 agosto 1895 | Valdimontone | Sauro di A. Mucciarelli      |